# Andrea Hirata
Andrea Hirata (Gantung, 24 oktober 1967) is een Indonesische schrijver. 
Hij is vooral bekend vanwege zijn eerste boek uit 2005 'Laskar Pelangi' (De Regenboogbende). Dit boek werd in 2008 verfilmd. Het werd in 2013 in Duitsland bekroond met de ITB Buch Award.
Het gaat over een groep kinderen van vissers, die de wereld willen ontdekken.
- Bibliothèque nationale de France: cb16763083p (data)
- Gemeinsame Normdatei: 103228451X
- International Standard Name Identifier: 0000 0000 5372 2331
- Library of Congress Control Number: no2006023418
- Bibliotheek van het Japanse parlement: 001151406
- Nationale Bibliotheek van Tsjechië: xx0181650
- Nationale Bibliotheek van Israël: 987007417252605171
- Nederlandse Thesaurus van Auteursnamen: 32307085X
- Système universitaire de documentation: 128469315
- Virtual International Authority File: 19426463
- WorldCat: E39PBJrchwPtcdFHkCMYhJM9Dq